# Bruchhausen (Rhénanie-Palatinat)
Pour les articles homonymes, voir Bruchhausen.
Bruchhausen est une municipalité du Verbandsgemeinde Unkel, dans l'arrondissement de Neuwied, en Rhénanie-Palatinat, dans l'ouest de l'Allemagne. Cette ville du Sauerland est célèbre en Allemagne pour ses pitons rocheux de porphyre, vestiges du plissement dévonien.